# Petri Sakari
Petri Kullervo Sakari (né le 25 novembre 1958 à Helsinki) est un chef d'orchestre et violoniste finlandais.

## Biographie
Petri Kullervo Sakari a étudié la musique au Conservatoire de Tampere de 1970 à 1986, à l'Académie Sibelius de 1979 à 1986 et aux États-Unis au Aspen Music Festival and School de 1979 à 1980 avec comme professeur Murry Sidlin (en). Sakari a obtenu son diplôme de chef d'orchestre à l'Académie Sibelius en 1981 dans la classe de Jorma Panula et le diplôme de violon en 1986. Pour se perfectionner, il est allé prendre des cours à Sienne, auprès de Franco Ferrara, et en Suisse à Lucerne auprès de Rafael Kubelík.
Sakari a commencé sa carrière de chef d'orchestre au Student Union's Callers dans les années 1979-1985 et au Vaasa City Orchestra en 1983-1984. Il a été chef et directeur artistique de l'Orchestre symphonique d'Islande en 1988-1992 et en 1996-1998, et chef invité de 1993 à 1996. Il a été chef de l'Orchestre de la ville de Lohja en 1993-1999, chef invité de l'Orchestre de chambre suédois en 1995-1997, chef d'orchestre et directeur artistique de l'Orchestre symphonique de Gävle en 2000-2004. Sakari a été coordonnateur artistique du Pori Sinfonietta en 2005-2006. Il est devenu chef invité et conseiller artistique de l'Orchestre philharmonique de Turku en 2006, puis directeur artistique de l'orchestre en janvier 2007 jusqu'en 2011.
Sakari a dirigé de nombreux orchestres symphoniques en Europe, à Singapour, aux États-Unis, au Mexique et au Brésil. Au Royaume-Uni, il a notamment dirigé le BBC National Orchestra of Wales et l'Orchestre symphonique de Bournemouth. En Allemagne, il a dirigé l'Orchestre symphonique de Stuttgart, le Deutsche Radio Philharmonie Saarbrücken Kaiserslautern. De même, il a dirigé l'Orchestre symphonique de Vienne à Vienne.
Sakari a dirigé des spectacles d'opéra et de ballet dans des salles telles que l'Opéra national de Finlande, l'Opéra royal de Stockholm et l'opéra de Göteborg et l'opéra d'Islande. 
Il a enregistré toutes les symphonies de Leevi Madetoja et Jean Sibelius, ainsi que des œuvres de Franz Berwald, Hugo Alfvén, Edvard Grieg, Uuno Klami et Jón Leifs.
Petri Sakari est le père de l'organiste Pétur Sakari.